# 小山知一
小山 知一（こやま ちいち、1893年（明治26年）7月17日 - 没年不明）は、日本の官僚。佐賀県知事、高知県知事、文部省普通学務局長を歴任した。

## 生涯
現在の福島県喜多方市出身。会津中学、四高を経て、東京帝国大学在学中に文官高等試験に合格し、1919年（大正8年）卒業。
経歴
官歴前半は警視庁警部、同保安部保安課長、愛知県警察部特高課長などの警察関係。その後福岡県内務部社会課長、高知県学務部長、 岩手県経済部長などを歴任。岩手県在任中には、国民健康保険課長の石原幹市郎を説得し、国民健康保険制度では全国でも他に例を見ない、農林水産省所管の産業組合代行による、国保事業の運営を奨励する。1937年 、第32代佐賀県知事に就任。知事として愛国行進の先頭に立つなど、当時の世相を反映し軍事色の強い活動なども行う。また、当時の文部省が推進する教学練成の方針のもと、1938年3月には佐賀県学務部に軍事援護課を設置するが、これは後任知事の人事にも大きな影響を与えた。
1939年（昭和14年）には 文部省普通学務局長に就任し、同年12月、第35代高知県知事に転じた。戦後は公職追放となり、弁護士を務める。
人物
佐賀県知事時代には「非常時タンク知事」の異名があった。妻は関東都督府軍医部長を務めた野口詮太郎の長女、鶴子。日本不動産銀行初代頭取星野喜代治、日本育英会理事長水野敏雄は中学時代の同級生である。

## 栄典
- 1940年（昭和15年）8月15日 - 紀元二千六百年祝典記念章[5]